# Panzerregiment 10
Het Panzerregiment 10 was een Duits tankregiment van de Wehrmacht tijdens de Tweede Wereldoorlog.

## Krijgsgeschiedenis

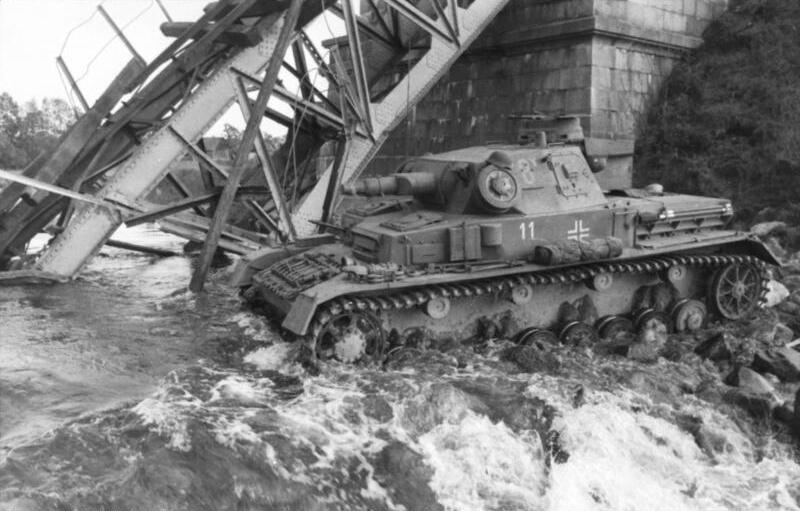
Panzer IV van het regiment in Rusland in zomer 1941

Panzerregiment 10 werd opgericht op 12 oktober 1937 in Zinten in Wehrkreis I. In feite werd op dat moment alleen I.Abteilung, opgericht, zonder regimentsstaf. De regimentsstaf plus II.Abteilung werden pas opgericht op 20 oktober 1939, na de Poolse veldtocht, in Wehrkreis III in Groß Glienicke.
Het regiment was bij oprichting en tijdens de Poolse veldtocht een onafhankelijke Heerestruppe, direct onder bevel van het 1e Legerkorps. Vanaf 8 januari 1940 maakte het regiment deel uit van 8e Pantserdivisie.
Het regiment capituleerde (met de rest van de divisie) noordelijk van Brünn aan Amerikaanse troepen op 9 mei 1945.

## Samenstelling bij mobilisering
- I. Abteilung met 3 compagnieën (1-3)

## Wijzigingen in samenstelling
De Pz.Abt. 67, die al separaat deel uitmaakte van de 8e Pantserdivisie, werd op 1 januari 1941 in het regiment opgenomen en omgedoopt tot III. Abteilung.

Op 28 mei 1942 werd II. Abteilung afgegeven aan het Panzerregiment 2 van de 16e Pantserdivisie, dat vervolgens werd omgedoopt in III./Pz.Rgt. 2.

Op 16 september 1942 werden de regimentsstaf en III. Abteilung uit het regiment gehaald en ter beschikking van OKH gesteld. De III. Abteilung werd omgedoopt in Pz.Abt. 302, de regimentsstaf werd op 27 juni 1943 in Rusland omgedoopt in staf Panzerbrigade 10. In het regiment bleef daardoor alleen de I. Abteilung bestaan (met 4 compagnieën).

Pas in januari 1945 werd er een nieuwe regimentsstaf opgericht in Wehrkreis III en een nieuwe II. Abteilung (met 3 compagnieën) in Wehrkreis XIII op Oefenterrein Grafenwöhr.

## Opmerkingen over schrijfwijze
- Abteilung is in dit geval in het Nederlands een tankbataljon.
- II./Pz.Rgt. 10 = het 2e Tankbataljon van Panzerregiment 10

## Commandanten
| Rang                                          | Naam            | Begin            | Eind             |
| --------------------------------------------- | --------------- | ---------------- | ---------------- |
| Oberstleutnant                                | Sieberg         |                  |                  |
| Oberstleutnant Oberst (vanaf 1 november 1941) | Erich Fronhöfer | 10 augustus 1940 | 25 februari 1942 |
| Oberleutnant                                  | Georg Konsek    | 1 augustus 1938  | 2 september 1939 |
| Oberst                                        | Wendeburg       |                  |                  |
| Major                                         | von Losow       |                  |                  |
| Major                                         | Seger           |                  |                  |

Panzerregiment 1 · Panzerregiment 2 · Panzerregiment 3 · Panzerregiment 4 · Panzerregiment 5 · Panzerregiment 6 · Panzerregiment 7 · Panzerregiment 8 · Panzerregiment 9 · Panzerregiment 10 · Panzerregiment 11 · Panzerregiment 15 · Panzerregiment 16 · Panzerregiment 17 · Panzerregiment 18 · Panzerregiment 21 · Panzerregiment 22 · Panzerregiment 23 · Panzerregiment 24 · Panzerregiment 25 · Panzerregiment 26 · Panzerregiment 27 · Panzerregiment 28 · Panzerregiment 29 · Panzerregiment 31 · Panzerregiment 33  · Panzerregiment 35 · Panzerregiment 36 · Panzerregiment 39 · Panzerregiment 69 · Panzerregiment 80 · Panzerregiment 100 · Panzerregiment 101 · Panzerregiment 102 · Panzerregiment 116 · Panzerregiment 118 · Panzer-Lehr-Regiment 130 · Panzerregiment 201 · Panzerregiment 202 · Panzerregiment 203 · Panzerregiment 204 · Schweres Panzer-Regiment Bäke · Panzerregiment Brandenburg · Panzerregiment Coburg · Panzerregiment Feldherrnhalle · Panzerregiment Feldherrnhalle 2 · Panzerregiment Hermann Göring · Panzerregiment Großdeutschland · Panzerregiment Kurmark · Panzerregiment von Lauchert · Panzerregiment Major Rettemeier · Fallschirm-Panzerregiment 1 · Fallschirm-Panzerregiment 21 · SS-Panzerregiment 1 LSSAH · SS-Panzerregiment 2 · SS-Panzerregiment 3 · SS-Panzerregiment 5 · SS-Panzerregiment 9 · SS-Panzerregiment 10 · SS-Panzerregiment 11 · SS-Panzerregiment 12